# Eljon Sota
Eljon Sota (Fier, 24 maggio 1998) è un calciatore albanese, difensore dell'Egnatia.

## Carriera

### Club
Il 7 luglio 2021 viene acquistato a titolo definitivo dalla squadra albanese del Partizani Tirana.

### Nazionale
Ha giocato nella nazionale albanese Under-21.

## Statistiche

### Presenze e reti nei club
Statistiche aggiornate all'8 ottobre 2023.
| Stagione                | Squadra                 | Campionato              | Campionato | Campionato | Coppe nazionali | Coppe nazionali | Coppe nazionali | Coppe continentali | Coppe continentali | Coppe continentali | Altre coppe | Altre coppe | Altre coppe | Totale | Totale |
| Stagione                | Squadra                 | Comp                    | Pres       | Reti       | Comp            | Pres            | Reti            | Comp               | Pres               | Reti               | Comp        | Pres        | Reti        | Pres   | Reti   |
| ----------------------- | ----------------------- | ----------------------- | ---------- | ---------- | --------------- | --------------- | --------------- | ------------------ | ------------------ | ------------------ | ----------- | ----------- | ----------- | ------ | ------ |
| 2016-2017               | Apolonia Fier           | KP                      | 1          | 0          | CA              | 0               | 0               | -                  | -                  | -                  | -           | -           | -           | 1      | 0      |
| 2017-2018               | Apolonia Fier           | KP                      | 24         | 2          | CA              | 2               | 0               | -                  | -                  | -                  | -           | -           | -           | 26     | 2      |
| 2018-2019               | Apolonia Fier           | KP                      | 24         | 0          | CA              | 3               | 0               | -                  | -                  | -                  | -           | -           | -           | 27     | 0      |
| 2019-2020               | Apolonia Fier           | KP                      | 25         | 0          | CA              | 4               | 0               | -                  | -                  | -                  | -           | -           | -           | 29     | 0      |
| 2020-2021               | Apolonia Fier           | KS                      | 36         | 0          | CA              | 1               | 0               | -                  | -                  | -                  | -           | -           | -           | 37     | 0      |
| Totale Apolonia Fier    | Totale Apolonia Fier    | Totale Apolonia Fier    | 110        | 2          |                 | 10              | 0               |                    | -                  | -                  |             | -           | -           | 120    | 2      |
| 2021-2022               | Partizani Tirana        | KS                      | 27         | 1          | CA              | 7               | 0               | UECL               | 2                  | 0                  | -           | -           | -           | 36     | 1      |
| 2022-2023               | Partizani Tirana        | KS                      | 31         | 1          | CA              | 2               | 1               | UECL               | 1                  | 0                  | -           | -           | -           | 34     | 2      |
| 2023-2024               | Partizani Tirana        | KS                      | 6          | 0          | CA              | 0               | 0               | UCL+UECL           | 2+6                | 0                  | SA          | 0           | 0           | 14     | 0      |
| Totale Partizani Tirana | Totale Partizani Tirana | Totale Partizani Tirana | 64         | 2          |                 | 9               | 1               |                    | 11                 | 0                  |             | 0           | 0           | 84     | 3      |
| Totale carriera         | Totale carriera         | Totale carriera         | 174        | 4          |                 | 19              | 1               |                    | 11                 | 0                  |             | 0           | 0           | 204    | 5      |

## Palmarès

### Club

#### Competizioni nazionali
- Campionato albanese: 1

Partizani Tirana: 2022-2023
- Kategoria e Parë: 1

Apolonia Fier: 2019-2020